# Burundi op de Olympische Zomerspelen 2016
Burundi nam deel aan de Olympische Zomerspelen 2016 in Rio de Janeiro, Brazilië. 
Bij de zesde deelname werd ook voor de zesde keer deel genomen in de atletiek. Voor de vierde maal werd deelgenomen aan het zwemmen; voor de tweede keer werd deelgenomen aan het judo. Aan de eerste en tot 2016 enige olympische medaille – behaald in 1996 door de atleet Vénuste Niyongabo, hij won goud op de 5000 meter in de atletiek – werd een medaille toegevoegd. De atlete Francine Niyonsaba behaalde op de 800 meter de zilveren medaille.

## Medailleoverzicht
| Sport    | Olympiër           | Discipline | Medaille |
| -------- | ------------------ | ---------- | -------- |
| Atletiek | Francine Niyonsaba | 800 m (v)  | Zilver   |

## Deelnemers en resultaten
(m) = mannen, (v) = vrouwen 

### Atletiek
| Olympiër                    | Discipline   | Resultaat | Prestatie                                                                      |
| --------------------------- | ------------ | --------- | ------------------------------------------------------------------------------ |
| Antoine Gakeme              | 800m (m)     | 32e       | serie 1: 6de in 1.47,46                                                        |
| Olivier Irabaruta           | 5000m (m)    | 34e       | serie 1: 17de in 13.44,08                                                      |
| Olivier Irabaruta           | 10000m (m)   | 27e       | 28.32,75                                                                       |
| Pierre-Célestin Nihorimbere | marathon (m) | 115e      | 2:29.38                                                                        |
| Abraham Niyonkuru           | marathon (m) | DNF       | niet gefinisht                                                                 |
|                             |              |           |                                                                                |
| Francine Niyonsaba          | 800m (v)     | Zilver    | serie 8: 1ste in 1.59,84 halve finale 1: 2de in 1.59,59 finale: 2de in 1.56,49 |
| Diane Nukuri                | 10.000m (v)  | 13e       | 31.28,69 (NR)                                                                  |

### Judo
| Olympiër           | Discipline | Resultaat | Prestatie                          |
| ------------------ | ---------- | --------- | ---------------------------------- |
| Antoinette Gasongo | –52kg (v)  | 17e       | 1ste ronde: V van POR Ramos: ippon |

### Zwemmen
| Olympiër            | Discipline         | Resultaat | Prestatie             |
| ------------------- | ------------------ | --------- | --------------------- |
| Billy-Scott Irakose | 50m vrije slag (m) | 66e       | serie 4: 7de in 26,36 |
|                     |                    |           |                       |
| Elsie Uwamahoro     | 50m vrije slag (v) | 80e       | serie 3: 7de in 33,70 |